# Klodian Duro
Klodian Duro (Tirana, Condado de Tirana, Albania, 21 de diciembre de 1977) es un futbolista de Albania. Juega de centrocampista y su equipo actual es el KF Tirana de la Kategoria Superiore de Albania.

## Clubes
| Club                    | País     | Temporadas                |
| ----------------------- | -------- | ------------------------- |
| KF Tirana               | Albania  | 2011- 2005-2008 1998-1999 |
| LASK Linz               | Austria  | 2010-2011                 |
| Apollon Limassol        | Chipre   | 2009-2010                 |
| AC Omonia               | Chipre   | 2008-2009                 |
| Arminia Bielefeld       | Alemania | 2004-2005                 |
| Çaykur Rizespor Kulübü  | Turquía  | 2004                      |
| FK Partizani            | Albania  | 2003                      |
| Malatyaspor             | Turquía  | 2002-2003                 |
| Galatasaray Spor Kulübü | Turquía  | 2002-2003                 |
| Samsunspor              | Turquía  | 2002                      |
| KS Vllaznia             | Albania  | 2000-2001                 |
| KS Elbasani             | Albania  | 1999 1996-1998            |